# Cobaea trianae
Cobaea trianae är en blågullsväxtart som beskrevs av William Botting Hemsley. Cobaea trianae ingår i släktet Cobaea, och familjen blågullsväxter. Inga underarter finns listade i Catalogue of Life.